# Joss Tabak
J.E.M. (Joss) Tabak (Amsterdam, 1956) is een Nederlands politicus van de VVD.
Ze had een leidinggevende positie in het familiebedrijf, bestaande uit vijf supermarkten in Amsterdam en Amstelveen. Daarna was Tabak betrokken bij de ontwikkeling van winkelprojecten, en gaf ze adviezen aan ondernemers.
Verder was ze actief in de lokale politiek. Vanaf 1992 zat ze 14 jaar in de Amstelveense gemeenteraad, en van 1998 tot 2002 was ze daar tevens wethouder. Ook in de periode 2006 tot 2010 was ze in Amstelveen wethouder. Van september 2012 tot juli 2013 was Tabak waarnemend burgemeester van Heemskerk.